# Državna cesta D535
Die Državna cesta D535 (kroatisch für Nationalstraße D535) ist eine kroatische Nationalstraße. Sie führt abzweigend von der D8 in Drvenik nach Ravča, dort knüpft sie an die D62 an. Sie ist insgesamt 12,1 km lang.